# Sainte-Christine (Maine-et-Loire)
Sainte-Christine korábbi község Franciaország Loire mente régiójában, Maine-et-Loire megyében. 2015. december 15-én tizenegy másik korábbi községgel egyesült és Chemillé-en-Anjou új község része lett.
Lakosainak száma 756 fő (2018. január 1.). Sainte-Christine Bourgneuf-en-Mauges, Neuvy-en-Mauges, Saint-Laurent-de-la-Plaine és Saint-Quentin-en-Mauges községekkel határos.

## Népesség
A település népessége az elmúlt években az alábbi módon változott:
| Lakosok száma | 454  | 427  | 568  | 587  | 590  | 783  | 793  | 813  | 853  | 756  |
|               | 1962 | 1968 | 1982 | 1990 | 1999 | 2008 | 2011 | 2013 | 2017 | 2018 |